# خيسوس ميزا
خيسوس مانويل «تشيكي» ميزا مورينو (بالإسبانية: Jesús Manuel "Chiki" Meza Moreno) المعروف باسم خيسوس ميزا (ولد في 6 يناير 1986) هو لاعب كرة قدم فنزويلي دولي. يلعب في مركز الوسط المهاجم في نادي برشلونة أتليتكو الدومينيكاني.

## المسيرة الرياضية مع الأندية
ولد في ماردة ونشأ في حي صغير من المدينة. منذ أن كان صبيا أظهر اهتمامه في الرياضات المشتركة مثل كرة السلة والبيسبول ولكن اهتمامه الرئيسي كان موجهاً إلى كرة القدم حيث كان والده محباً عظيماً لتلك الرياضة وأثر عليه في ممارستها. بدأ ميزا اللعب محترفا في نادي إستوديانتيس دي ميريدا ولعب أول مباراة له في الدوري الفنزويلي المستوى الأعلى في سن 16.
بعد تغييرات قليلة للفريق في فنزويلا وقع في صيف 2008 مع الاتحاد السوري على الرغم من أنه لم يتمكن من اللعب أبداً لأن الفريق السوري لديه حصص كاملة من الاعبين الأجانب. في نصف الموسم عاد ميزا إلى فنزويلا للتوقيع مع زامورا.
مع الفريق فاز بدوري الاختتام 2011 لكن زامورا أخفق في إكمال اللقب الوطني ضد ديبورتيفو تاشيرا. في نهاية الموسم انتقل إلى أطلس المكسيكي. لعب لأول مرة في 7 أغسطس 2011 في التعادل 0-0 ضد تولوكا.
ومع ذلك لم ينجح ميزا في تثبيت أقدامه في التشكيلة الأساسية للفريق المكسيكي وفي 26 ديسمبر 2011 وافق أطلس على صفقة انتقال حر كاراكاس الفنزويلي. وقع عقدًا يستمر حتى عام 2013. في 18 مارس 2012 سجل هدفا وصف بأنه مارادوني في مباراة الدوري ضد أراغوا.
وقع ميزا في 6 يونيو 2013 مع العربي القطري.

## الإحصائيات مع الأندية
دقيق حسب 11 يناير 2014. يجب التأكد من بيانات ما قبل موسم 2006-07.
| النادي                | الموسم        | الدوري1   | الدوري1 | الكأس     | الكأس   | القارة    | القارة  | المجموع   | المجموع |
| النادي                | الموسم        | المباريات | الأهداف | المباريات | الأهداف | المباريات | الأهداف | المباريات | الأهداف |
| --------------------- | ------------- | --------- | ------- | --------- | ------- | --------- | ------- | --------- | ------- |
| إستوديانتيس دي ميريدا | 2006–07       | 1         | 0       |           |         |           |         | 1         | 0       |
| إستوديانتيس دي ميريدا | 2007–08       | 25        | 1       |           |         |           |         | 25        | 1       |
| إستوديانتيس دي ميريدا | المجموع       | 26        | 1       |           |         |           |         | 26        | 1       |
| الاتحاد               | 2008–09       | 0         | 0       | 0         | 0       | 0         | 0       | 0         | 0       |
| الاتحاد               | المجموع       | 0         | 0       | 0         | 0       | 0         | 0       | 0         | 0       |
| زامورا                | 2008–09       | 15        | 3       |           |         | —         | —       | 15        | 3       |
| زامورا                | 2009–10       | 29        | 4       |           |         | 2         | 0       | 31        | 4       |
| زامورا                | 2010–11       | 30        | 8       | 8         | 2       | —         | —       | 38        | 10      |
| زامورا                | المجموع       | 74        | 15      | 8         | 2       | 2         | 0       | 84        | 17      |
| أطلس                  | 2011–12       | 4         | 0       | 0         | 0       | 0         | 0       | 4         | 0       |
| أطلس                  | المجموع       | 4         | 0       | 0         | 0       | 0         | 0       | 4         | 0       |
| كاراكاس               | 2011–12       | 15        | 3       | 0         | 0       | 0         | 0       | 15        | 3       |
| كاراكاس               | 2012–13       | 27        | 4       | 5         | 1       | 0         | 0       | 32        | 5       |
| كاراكاس               | المجموع       | 42        | 7       | 5         | 1       | 0         | 0       | 47        | 8       |
| العربي                | 2013–14       | 10        | 3       | 4         | 1       | —         | —       | 14        | 4       |
| العربي                | المجموع       | 10        | 3       | 4         | 1       | 0         | 0       | 14        | 4       |
| المجموع الكلي         | المجموع الكلي | 156       | 26      | 17        | 4       | 2         | 0       | 175       | 30      |

1يتضمن مباراتين لنهائي البطولة في موسم 2010-2011.

## المسيرة الرياضية مع المنتخب
لعب لأول مرة في عام 2007 في مباراة ودية ضد كوبا. في عام 2011 تمت دعوته مرة أخرى للعب مباراتين في إطار التحضير لكوبا أمريكا 2011 ومن بعدها لم يتم استدعائه.